# 凯文·科登
凯文·科登（西班牙語：Kevin Cordón，1986年11月28日—），全名凱文·哈羅多·科登·布埃佐（西班牙語：Kevin Haroldo Cordón Buezo），危地马拉男子羽毛球運動員。他曾四度代表瓜地馬拉參加奧運，在2020年東京奧運會闖入男子單打四強，亦曾兩奪泛美運動會男單金牌（2011、2015），於泛美洲錦標賽獲得三次男單及一次男雙冠軍。

## 出生背景及早年
凱文·科登來自薩卡帕省拉烏尼翁，由於他的父親是英格蘭著名足球運動員凯文·基冈的粉絲，因此為他取名「凱文」。凱文·科登為了獲得更多參加奧運的機會而選擇羽球這項在瓜地馬拉並不熱門的運動；他自11歲起接觸羽球，並為了羽球在12歲時前往離家車程約四小時的瓜地馬拉市接受訓練。

## 選手生涯

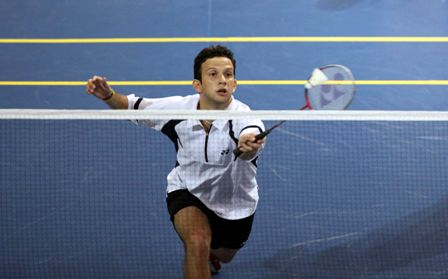
凯文·科登於球場上擊球。

在凯文·科登的選手生涯中，主要成績皆來自泛美洲羽毛球聯合會舉辦的中北美地區賽事，尤其在洲際運動會、錦標賽的男子單打項目，他曾兩奪泛美運動會金牌、三獲泛美洲錦標賽冠軍；在男雙項目，他與魯道夫·拉米雷斯也多次在國際賽獲獎，包括一次泛美洲錦標賽冠軍。
2007年，凯文·科登在泛美運動會比賽奪得男子單打銀牌。2008年，凯文·科登獲得北京奧運會羽球比賽男子單打項目參賽資格，並在開幕式時擔任危地马拉的開幕式掌旗官；科登在男子單打首輪賽事即遭遇第三種子、中國的鲍春来，最終以0比2（17-21、16-21）告負，首次參加奧運止步32強。
2009年，凯文·科登在泛美洲錦標賽男子單打、男子雙打（搭檔魯道夫·拉米雷斯）兩項皆奪冠。除泛美錦標賽，科登在這年國際賽斬獲豐富，尤其在危地馬拉國際賽、聖多明哥公開賽、波多黎各國際賽皆在男單、男雙項目同時奪冠。

### 2011年：世錦賽八強
由於在瓜地馬拉無法取得足夠的訓練強度，凯文·科登在2011年前往西班牙馬德里，並在那裏找到更好的陪練與教練資源，也藉此獲得更多參加歐洲賽事的機會。該年8月，凯文·科登參加世界羽毛球錦標賽男子單打比賽，在首輪面對第五種子、中國的谌龙時，爆冷門以2比1（21-19、8-21、27-25）擊敗對手。其後，他又先後擊敗瑞典的亨利·胡爾斯凱寧和西班牙的巴勃羅·阿維安躋身半準決賽，創下個人職業生涯的最佳紀錄；惜最後在八強比賽以0比2（7-21、13-21）負於1號種子李宗伟出局。科登在世錦賽闖入八強而一夕成名，此後卻因大小傷病不斷而長達10年未參加世錦賽，直到2021年才再次出席。該年10月，科登在泛美運動會羽球比賽男子單打決賽擊敗古巴的奥斯莱尼·格雷罗，奪得生涯首面泛美運動會金牌。
2012年7月，凯文·科登代表危地馬拉出戰英國倫敦舉行的奥林匹克运动会羽毛球比賽男子單打項目；他在小組賽階段先後在苦戰三局下擊敗瑞典的亨利·胡尔斯凯宁和英國的拉吉夫·欧斯夫，順利晉級淘汰賽；最終在首輪賽事以0比2（21-23、10-21）負於日本的佐佐木翔出局，16強止步，但為瓜地馬拉運動員於奧運會羽球賽事上首次取得勝績。科登也在該年贏得第二座泛美洲錦標賽男單冠軍。
2015年，於泛美運動會羽毛球比賽男子單打決賽擊敗安德魯·狄索薩，衛冕金牌。2016年8月，他第三度代表瓜地馬拉參加里約奧運會羽毛球男子單打項目，並在小組賽階段第一場對戰擊敗波蘭的阿德里安·齐奥尔科，然其後因腳踝受傷退賽。

### 2019-2021年：東京奧運晉級男單準決賽
2019年進入東京奧運週期後，凱文·科登在8月泛美運動會羽毛球比賽男單準決賽因肩傷退賽。其後，他也幾次因傷而未能在國際賽充分發揮，在聖多明哥公開賽及蘇利南國際賽男單決賽不敵加拿大新秀楊燦，但因2019年底爆發的2019冠状病毒病疫情推遲東京奧運舉行，使科登獲得足夠的時間休養。
2021年7月，當時世界排名第59的科登第四度代表瓜地馬拉參加奧運會羽毛球男子單打項目。小組賽階段，他先是擊敗墨西哥的利诺·穆尼奥斯，其後以直落二（22-20、21-13）擊敗世界排名第九的香港選手伍家朗，爆冷晉級淘汰賽；在淘汰賽階段，科登在首輪擊敗荷蘭選手马克·卡尔尤，其後再以21－13、21－18戰勝另一位黑馬、韓國的許侊熙，成為史上第一位晉級奧運會羽球比賽準決賽的拉丁美洲選手及第五位在奧運會獲得前四名成績的瓜地馬拉運動員。科登在準決賽中不敵世界排名第二的丹麥選手安賽龍，最終於銅牌爭奪戰不敵世界第五的印尼選手金廷，雖無緣獎牌，科登返抵危國時仍受到該國民眾夾道歡迎，政府亦頒發獎盃並預計以他的名字為瓜地馬拉建國200周年紀念公園命名。
2021年12月，科登時隔十年再次出席世界錦標賽並闖入在男子單打項目16強，最終不敵印度新秀拉克什亚·森。隔年4月，他在泛美洲錦標賽擊敗加拿大的楊燦，時隔十年奪得第三座男單冠軍。

## 評價
凱文·科登在羽球賽場上的表現，使由歐洲及亞洲選手壟斷的世界羽壇認識瓜地馬拉這個國家，也促進羽球在瓜地馬拉的推廣，使瓜地馬拉人開始關注羽球，並且有越來越多小孩開始接觸羽球，也為該國羽球運動員獲取更多資源。
在科登於2011年世錦賽後擊敗諶龍後，曾有中國隊教練評其為極具天賦的羽球選手，身体协调性、手感、爆发力等都非常出色，若在中国队训练早就可以成为一流高手。諶龍曾在科登闖入奧運會男單四強時表示：“我记得我第一次世锦赛就输给了这位选手，当时我觉得他非常有特点，而且出球也非常凶，所以他能够进四强，我觉得也不奇怪。”安賽龍亦評價科登的打法很有攻擊性，會打出一些很刁鑽、不合常理但質量很高的球，所以要跟上有點困難。

## 主要比賽成績
只列出曾進入準決賽的國際賽事成績：
| 年份   | 賽事                         | 公開賽級別 | 項目     | 拍檔            | 成績   |
| ------ | ---------------------------- | ---------- | -------- | --------------- | ------ |
| 2004年 | 泛美洲青年羽毛球錦標賽       | 其他       | 男子單打 | －              | 冠軍   |
| 2004年 | 泛美洲青年羽毛球錦標賽       | 其他       | 男子雙打 | 鲁道夫·拉米雷斯 | 季軍   |
| 2005年 | 吉拉爾迪拉羽毛球賽           |            | 男子雙打 | 鲁道夫·拉米雷斯 | 準決賽 |
| 2006年 | 吉拉爾迪拉羽毛球賽           |            | 混合雙打 | 安妮莎·米喬     | 準決賽 |
| 2007年 | 泛美運動會羽毛球比賽         | 其他       | 男子單打 | －              | 銀牌   |
| 2007年 | 加勒比地區羽毛球聯合會公開賽 | 國際系列賽 | 男子單打 | －              | 準決賽 |
| 2007年 | 保加利亞羽毛球國際賽         | 國際挑戰賽 | 男子單打 | －              | 亞軍   |
| 2007年 | 塞浦路斯羽毛球國際賽         | 國際系列賽 | 男子單打 | －              | 亞軍   |
| 2007年 | 挪威羽毛球國際賽             | 國際系列賽 | 男子單打 | －              | 準決賽 |
| 2008年 | 烏干達羽毛球國際賽           | 國際系列賽 | 男子單打 | －              | 準決賽 |
| 2008年 | 克羅地亞羽毛球國際賽         | 國際系列賽 | 男子單打 | －              | 準決賽 |
| 2008年 | 秘魯羽毛球國際賽             | 未來系列賽 | 男子單打 | －              | 冠軍   |
| 2008年 | 邁阿密羽毛球國際賽           | 未來系列賽 | 男子單打 | －              | 冠軍   |
| 2008年 | 美國羽毛球大獎賽             | 大獎賽     | 男子單打 | －              | 準決賽 |
| 2008年 | 泛美洲羽毛球錦標賽           | 其他       | 男子單打 | －              | 季軍   |
| 2008年 | 泛美洲羽毛球錦標賽           | 其他       | 男子雙打 | 鲁道夫·拉米雷斯 | 亞軍   |
| 2008年 | 巴西羽毛球國際賽             | 未來系列賽 | 男子單打 | －              | 冠軍   |
| 2008年 | 波多黎各羽毛球國際賽         | 國際系列賽 | 男子單打 | －              | 冠軍   |
| 2009年 | 吉拉爾迪拉羽毛球賽           | 未來系列賽 | 男子單打 | －              | 亞軍   |
| 2009年 | 秘魯羽毛球國際賽             | 國際系列賽 | 男子單打 | －              | 準決賽 |
| 2009年 | 秘魯羽毛球國際賽             | 國際系列賽 | 男子雙打 | 鲁道夫·拉米雷斯 | 冠軍   |
| 2009年 | 危地馬拉羽毛球國際賽         | 未來系列賽 | 男子單打 | －              | 冠軍   |
| 2009年 | 危地馬拉羽毛球國際賽         | 未來系列賽 | 男子雙打 | 鲁道夫·拉米雷斯 | 冠軍   |
| 2009年 | 泛美洲羽毛球錦標賽           | 其他       | 男子單打 | －              | 冠軍   |
| 2009年 | 泛美洲羽毛球錦標賽           | 其他       | 男子雙打 | 鲁道夫·拉米雷斯 | 冠軍   |
| 2009年 | 聖多明哥羽毛球公開賽         | 國際系列賽 | 男子單打 | －              | 冠軍   |
| 2009年 | 聖多明哥羽毛球公開賽         | 國際系列賽 | 男子雙打 | 鲁道夫·拉米雷斯 | 冠軍   |
| 2009年 | 波多黎各羽毛球國際賽         | 國際挑戰賽 | 男子單打 | －              | 冠軍   |
| 2009年 | 波多黎各羽毛球國際賽         | 國際挑戰賽 | 男子雙打 | 鲁道夫·拉米雷斯 | 冠軍   |
| 2009年 | 邁阿密羽毛球國際賽           | 未來系列賽 | 男子單打 | －              | 準決賽 |
| 2009年 | 墨西哥羽毛球國際賽           | 未來系列賽 | 男子單打 | －              | 冠軍   |
| 2010年 | 巴西羽毛球國際賽             | 國際挑戰賽 | 男子單打 | －              | 亞軍   |
| 2010年 | 巴西羽毛球國際賽             | 國際挑戰賽 | 男子雙打 | 鲁道夫·拉米雷斯 | 準決賽 |
| 2010年 | 聖多明哥羽毛球公開賽         | 國際系列賽 | 男子單打 | －              | 亞軍   |
| 2010年 | 聖多明哥羽毛球公開賽         | 國際系列賽 | 男子雙打 | 鲁道夫·拉米雷斯 | 冠軍   |
| 2011年 | 波蘭羽毛球國際賽             | 國際挑戰賽 | 男子單打 | －              | 準決賽 |
| 2011年 | 秘魯羽毛球國際賽             | 國際挑戰賽 | 男子單打 | －              | 冠軍   |
| 2011年 | 斯洛文尼亞羽毛球國際賽       | 國際系列賽 | 男子單打 | －              | 亞軍   |
| 2011年 | 西班牙羽毛球公開賽           | 國際挑戰賽 | 男子單打 | －              | 準決賽 |
| 2011年 | 泛美運動會羽毛球比賽         | 其他       | 男子單打 | －              | 金牌   |
| 2012年 | 巴西羽毛球國際賽             | 國際挑戰賽 | 男子單打 | －              | 冠軍   |
| 2012年 | 泛美洲羽毛球錦標賽           | 其他       | 男子單打 | －              | 冠軍   |
| 2013年 | 秘魯羽毛球國際賽             | 國際挑戰賽 | 男子單打 | －              | 準決賽 |
| 2014年 | 吉拉爾迪拉羽毛球賽           | 國際系列賽 | 男子單打 | －              | 準決賽 |
| 2014年 | 希臘羽毛球國際賽             | 國際系列賽 | 男子單打 | －              | 準決賽 |
| 2014年 | 南方共同市場羽毛球國際賽     | 國際系列賽 | 男子單打 | －              | 冠軍   |
| 2014年 | 阿根廷羽毛球國際賽           | 國際系列賽 | 男子單打 | －              | 冠軍   |
| 2014年 | 智利羽毛球國際賽             | 國際系列賽 | 男子單打 | －              | 冠軍   |
| 2014年 | 危地馬拉羽毛球國際賽         | 國際挑戰賽 | 男子單打 | －              | 亞軍   |
| 2014年 | 泛美洲羽毛球錦標賽           | 其他       | 男子雙打 | 阿尼巴尔·马罗金 | 季軍   |
| 2015年 | 秘魯羽毛球國際系列賽         | 國際系列賽 | 男子單打 | －              | 冠軍   |
| 2015年 | 南方共同市場羽毛球國際挑戰賽 | 國際挑戰賽 | 男子單打 | －              | 冠軍   |
| 2015年 | 毛里裘斯羽毛球國際賽         | 國際系列賽 | 男子單打 | －              | 亞軍   |
| 2015年 | 泛美運動會羽毛球比賽         | 其他       | 男子單打 | －              | 金牌   |
| 2015年 | 危地馬拉羽毛球國際賽         | 國際挑戰賽 | 男子單打 | －              | 冠軍   |
| 2015年 | 智利羽毛球國際挑戰賽         | 國際挑戰賽 | 男子單打 | －              | 準決賽 |
| 2015年 | 巴西羽毛球國際賽             | 國際系列賽 | 男子單打 | －              | 亞軍   |
| 2015年 | 波多黎各羽毛球國際系列賽     | 國際系列賽 | 男子單打 | －              | 冠軍   |
| 2016年 | 美國羽毛球黃金大獎賽         | 黃金大獎賽 | 男子單打 | －              | 準決賽 |
| 2017年 | 美國羽毛球國際系列賽         | 國際系列賽 | 男子單打 | －              | 亞軍   |
| 2017年 | 加勒比地區羽毛球聯合會公開賽 | 國際系列賽 | 男子單打 | －              | 冠軍   |
| 2017年 | 墨西哥羽毛球國際賽           | 國際系列賽 | 男子單打 | －              | 冠軍   |
| 2017年 | 危地馬拉羽毛球國際系列賽     | 國際系列賽 | 男子單打 | －              | 冠軍   |
| 2017年 | 南方共同市場羽毛球國際系列賽 | 國際系列賽 | 男子單打 | －              | 準決賽 |
| 2017年 | 南方共同市場羽毛球國際系列賽 | 國際系列賽 | 男子雙打 | 阿尼巴尔·马罗金 | 亞軍   |
| 2017年 | 聖多明哥羽毛球公開賽         | 國際系列賽 | 男子單打 | －              | 準決賽 |
| 2018年 | 巴西羽毛球國際賽             | 國際挑戰賽 | 男子雙打 | 阿尼巴尔·马罗金 | 準決賽 |
| 2018年 | 泛美洲羽毛球錦標賽           | 其他       | 男子單打 | －              | 季軍   |
| 2018年 | 秘魯羽毛球國際賽             | 國際系列賽 | 男子單打 | －              | 冠軍   |
| 2018年 | 墨西哥羽毛球國際賽           | 國際系列賽 | 男子單打 | －              | 冠軍   |
| 2018年 | 危地馬拉羽毛球國際系列賽     | 國際系列賽 | 男子單打 | －              | 冠軍   |
| 2018年 | 聖多明哥羽毛球公開賽         | 國際系列賽 | 男子單打 | －              | 準決賽 |
| 2018年 | 蘇利南羽毛球國際賽           | 國際系列賽 | 男子單打 | －              | 冠軍   |
| 2019年 | 牙買加羽毛球國際賽           | 國際系列賽 | 男子單打 | －              | 亞軍   |
| 2019年 | 泛美洲羽毛球錦標賽           | 其他       | 男子單打 | －              | 亞軍   |
| 2019年 | 秘魯羽毛球國際賽             | 國際系列賽 | 男子單打 | －              | 亞軍   |
| 2019年 | 泛美運動會羽毛球比賽         | 其他       | 男子單打 | －              | 銅牌   |
| 2019年 | 墨西哥羽毛球國際賽           | 國際系列賽 | 男子單打 | －              | 冠軍   |
| 2019年 | 危地馬拉羽毛球國際系列賽     | 國際系列賽 | 男子單打 | －              | 冠軍   |
| 2019年 | 巴西羽毛球國際系列賽         | 國際系列賽 | 男子單打 | －              | 冠軍   |
| 2019年 | 聖多明哥羽毛球公開賽         | 國際系列賽 | 男子單打 | －              | 亞軍   |
| 2019年 | 蘇利南羽毛球國際賽           | 國際系列賽 | 男子單打 | －              | 亞軍   |
| 2021年 | 秘魯羽毛球國際賽             | 國際系列賽 | 男子單打 | －              | 準決賽 |
| 2021年 | 泛美洲羽毛球錦標賽           | 其他       | 男子單打 | －              | 季軍   |
| 2021年 | 奧地利羽毛球公開賽           | 國際系列賽 | 男子單打 | －              | 準決賽 |
| 2021年 | 奧林匹克運動會羽毛球比賽     | 其他       | 男子單打 | －              | 殿軍   |
| 2021年 | 危地馬拉羽毛球國際系列賽     | 國際系列賽 | 男子單打 | －              | 冠軍   |
| 2022年 | 泛美洲羽毛球錦標賽           | 其他       | 男子單打 | －              | 冠軍   |
| 2022年 | 秘魯羽毛球國際賽             | 國際挑戰賽 | 男子單打 | －              | 準決賽 |
| 2022年 | 墨西哥羽毛球國際賽           | 國際系列賽 | 男子單打 | －              | 冠軍   |
| 2022年 | 薩爾瓦多羽毛球國際賽         | 國際系列賽 | 男子單打 | －              | 亞軍   |
| 2023年 | 泛美洲羽毛球錦標賽           | 其他       | 男子單打 | －              | 季軍   |
| 2023年 | 墨西哥羽毛球國際挑戰賽       | 國際挑戰賽 | 男子單打 | －              | 準決賽 |
| 2023年 | 巴西羽毛球國際系列賽         | 國際系列賽 | 男子單打 | －              | 冠軍   |
| 2023年 | 危地馬拉羽毛球國際挑戰賽     | 國際挑戰賽 | 男子單打 | －              | 亞軍   |
| 2023年 | 秘魯羽毛球國際挑戰賽         | 國際挑戰賽 | 男子單打 | －              | 亞軍   |
| 2023年 | 泛美運動會羽毛球比賽         | 其他       | 男子單打 | －              | 銀牌   |
| 2023年 | 危地馬拉羽毛球國際系列賽     | 國際系列賽 | 男子單打 | －              | 冠軍   |
| 2023年 | 墨西哥羽毛球國際賽           | 國際系列賽 | 男子單打 | －              | 冠軍   |
| 2023年 | 薩爾瓦多羽毛球國際賽         | 國際挑戰賽 | 男子單打 | －              | 冠軍   |
| 2024年 | 泛美洲羽毛球錦標賽           | 其他       | 男子單打 | －              | 冠軍   |
| 2024年 | 秘魯羽毛球國際系列賽         | 國際系列賽 | 男子單打 | －              | 準決賽 |
| 2024年 | 墨西哥羽毛球國際賽           | 國際系列賽 | 男子單打 | －              | 準決賽 |
| 2024年 | 蘇利南羽毛球國際賽           | 國際系列賽 | 男子單打 | －              | 準決賽 |
| 2025年 | 吉拉爾迪拉羽毛球賽           | 未來系列賽 | 男子單打 | －              | 亞軍   |
| 2025年 | 泛美洲羽毛球錦標賽           | 其他       | 男子單打 | －              | 季軍   |

| 2007-2017年 | 首要超級賽 | 超級賽 | 黃金大獎賽 | 大獎賽 | 國際挑戰賽 | 國際系列賽 | 未來系列賽 | 其他 |

| 2018-2026年 | 總決賽 | 超級1000賽 | 超級750賽 | 超級500賽 | 超級300賽 | 超級100賽 | 國際挑戰賽 | 國際系列賽 | 未來系列賽 | 其他 |

### 奧運會和世錦賽參賽紀錄
|          | 搭檔            | 2008 | 2009 | 2010  | 2011 | 2012 | 2013 | 2014 | 2015  | 2016        | 2019  | 2020 | 2021 | 2022 | 2023 | 2024        |
| -------- | --------------- | ---- | ---- | ----- | ---- | ---- | ---- | ---- | ----- | ----------- | ----- | ---- | ---- | ---- | ---- | ----------- |
| 男子單打 | 不適用          | 32強 | 64強 | 64強  | 8強  | 16強 | －   | －   | 64強1 | 小組第四名1 | 64強1 | 殿軍 | 16強 | 32強 | 64強 | 小組第四名1 |
|          |                 |      |      |       |      |      |      |      |       |             |       |      |      |      |      |             |
| 男子雙打 | 鲁道夫·拉米雷斯 | －   | －   | 48強1 | －   | －   | －   | －   | －    | －          | －    | －   | －   | －   | －   | －          |

- ^  注解1：退賽

## 外部連結
- 凯文·科登在BWFBadminton.com（英语）
- 凯文·科登在BWF.TournamentSoftware.com（英语）
- 凯文·科登在Olympics.com（英语）
- 凯文·科登在Olympedia（英语）
- 凯文·科登在Flashscore（英语）

| 奥林匹克运动会         | 奥林匹克运动会                 | 奥林匹克运动会                  |
| ---------------------- | ------------------------------ | ------------------------------- |
| 前任： 吉塞拉·摩拉利斯 | 瓜地馬拉開幕式掌旗官 2008 北京 | 繼任： 胡安·伊格納西奧·馬埃格利 |